# アウグスタ・ア・ダンマーク
アウグスタ・ア・ダンマーク（デンマーク語：Augusta af Danmark, 1580年4月8日 - 1639年2月5日）は、シュレースヴィヒ＝ホルシュタイン＝ゴットルプ公ヨハン・アドルフの妃。デンマーク王フレゼリク2世とゾフィー・フォン・メクレンブルクの娘。

## 生涯

### 縁談
1594年8月、アウグスタとオラニエ公マウリッツの結婚について、アウグスタの姉でスコットランド王妃のアンを交えて話し合われたが、この計画は破棄された。
アウグスタにはすでに以前から別の結婚話が持ち上がっていた。1589年から1590年にかけて、アウグスタとヘッセン＝カッセル方伯ヴィルヘルム4世の長男モーリッツとの結婚が計画されていた。これに特に関心を持っていたのは、ホルシュタイン＝ゴットルプ公アドルフの未亡人でヴィルヘルム4世の妹クリスティーネであった。アイダーシュテットの厩舎長であったゴットルプの枢密院議員カスパー・ホイヤーは、この計画について交渉するためにデンマーク首相ニールス・カースのもとに繰り返し送られた。ニールス・カースと王太后ゾフィーの両方とも、この縁談に対してかなり良い印象を持ったが、この結婚交渉も最初の段階どまりであったようである。

### ホルシュタイン＝ゴットルプ公妃として
1596年8月30日にコペンハーゲンにおいて、両親のいとこにあたるシュレースヴィヒ＝ホルシュタイン＝ゴットルプ公ヨハン・アドルフと結婚し、8子が生まれた。しかし夫妻は宗教的な問題で意見が一致しなかったため、結婚生活は緊張をはらんだものとなった。1610年にヨハン・アドルフがルター派の牧師ヤコブ・ファブリキウスをホルシュタインとシュレースヴィヒのの長官職から解任し、代わって1614年にカルヴァン派のフィリップ・カエサルを宮廷牧師としたとき、アウグスタは礼拝への出席を拒否し、シュレースヴィヒのルター派教会に歩いて向かった。
1603年9月、アウグスタは女官の1人を姉でイングランド・スコットランド王妃のアンの宮廷に送り、イングランドのマナーと習慣を学ばせた。その女官はアラベラ・ステュアートとヘンリー・ウォットンに会い、ベイジング・ハウス、ウッドストック宮殿およびオックスフォードを訪れた。

### 未亡人として
夫の死後、アウグスタはカルヴァン派の宮廷牧師を解雇し、1616年にヤコブ・ファブリキウスを再任した。アウグスタは息子の治世下で政治的影響力を持ち、寡婦財産としてフスム城に居を構え、文化芸術、音楽、園芸および学校教育を奨励した。1632年に作家アンナ・オフェナ・ホイヤーが迫害されホルシュタイン＝ゴットルプからスウェーデン王妃マリア・エレオノーラ・フォン・ブランデンブルクのもとに逃れたとき、アウグスタはホイヤーを支援し推薦した。1631年、アウグスタは母親の財産の相続をめぐって、兄であるデンマーク王クリスチャン4世と対立した。

## 子女
ヨハン・アドルフとの間に8子が生まれたが、末子は生まれた日に死去した。
- フレデリク3世（1597年 - 1659年） - シュレースヴィヒ＝ホルシュタイン＝ゴットルプ公
- エリーザベト・ゾフィー（1599年10月12日 - 1627年11月25日） - 1621年3月5日にザクセン＝ラウエンブルク公アウグストと結婚
- アドルフ（1600年9月15日 - 1631年9月19日）
- ドロテア・アウグステ（1602年5月12日 - 1682年3月13日） - 1633年にシュレースヴィヒ＝ホルシュタイン＝ゾンダーブルク＝プレーン公ヨアヒム・エルンストと結婚
- ヘートヴィヒ（1603年12月23日 - 1657年3月22日） - 1620年7月15日にプファルツ＝ズルツバッハ公アウグストと結婚
- アンナ（1605年12月19日 - 1623年3月20日）
- ヨハン（1606年3月18日 - 1655年2月21日）
- クリスティアン（1609年12月1日）